# Токата и фуга в ре минор
Токата и фуга в ре минор (на немски: Toccata und Fuge in d-Moll), BWV 565 е едно от най-известните произведения за орган на европейската Класическа музика. Състои се от две части: Токата, тоест Прелюдия (въведение) и четиригласна фуга. Двете части са свързани с музикалните си мотиви и хармония.
Откъс от токатата (5,8 MB)

## Последващи обработки
- Леополд Стоковски преработва произведението за оркестър, а тази обработка е използвана във филма „Фантазия“.

### Цитати във филми
- Фантазия
- Авиаторът (The Aviator)
- Ла долче ита (La Dolce Vita)

### Цитати в музиката
- Sky – Toccata (Album: Sky 2, 1980)
- Cirith Ungol – Toccata in Dm (Album: King of the Dead, 1983)
- Alcatrazz – God Blessed Video (Album: Disturbing The Peace, 1985)
- Jean Michel Jarre – Part 2 (Album: Chronologie, 1993)
- Children Of Bodom – The Nail (Album: Something Wild, 1997)
- Malice Mizer – seinaru toku eien no inori (Album: bara no seidô, 2000)
- Ulver – It Is Not Sound (Album: Blood Inside, 2005)
- Tanzwut – Intro; Toccata (Album: Schattenreiter, 2006)
- Enigma – Rivers of Belief (The Returning Silence) (Album: MCMXC a.D., 1990)
- Pell Mell – Toccata (Album: From The New World, 1973)
- Supertramp – Try Again (Album: Supertramp)
- Frumpy – Duty (Album: Frumpy 2, 1971)
- Noisuf-X – Toccata Del Terrore (Album: The Beauty Of Destruction, 2007)
- Ванеса Мей (Album:"Storm", 1997))
- The Toy Dolls – Toccata in Dm (Album: Absurd-Ditties, 1993)
- Jon Lord – ’’Bach Onto This ’’ (Album: "Before i Forget" , 1982 )